# Alpkäse

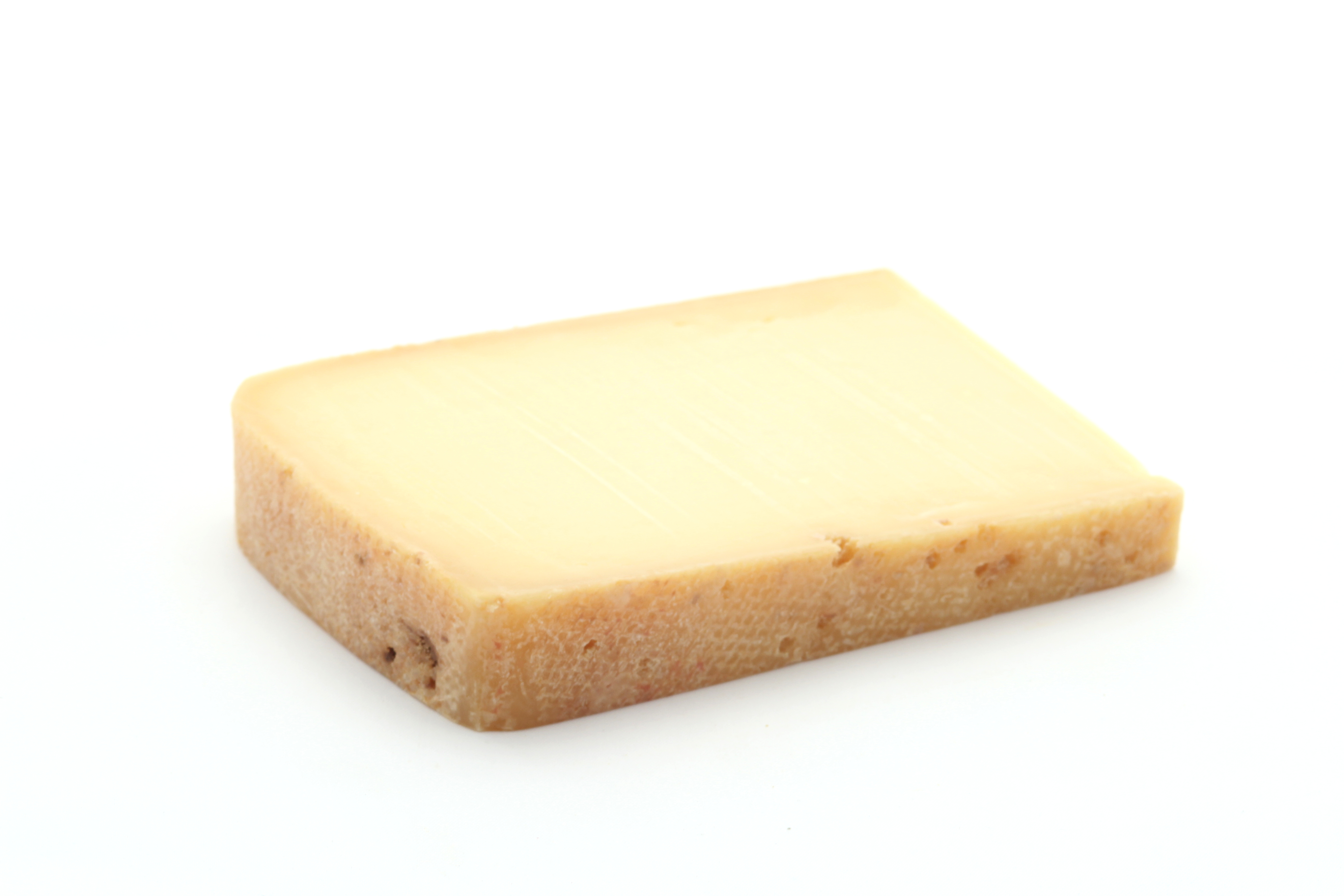
Waadtländer Alpkäse

Als Alpkäse bezeichnet man Käse, der ausschließlich bei der Bewirtschaftung von Alpweiden (auch Almen oder Alben) hergestellt wird. Dafür werden die Monate von Mai bis September genutzt. Typisch ist die direkte Verarbeitung der Milch in Kleinbetrieben und heute noch zum Teil direkt auf der Alp. Er gehört zur Gruppe der Bergkäse und umfasst Käse verschiedener Typen. Üblich sind haltbare Halbhart- beziehungsweise Schnittkäse sowie Hartkäse.

## Gemeinsamkeiten der Sorten

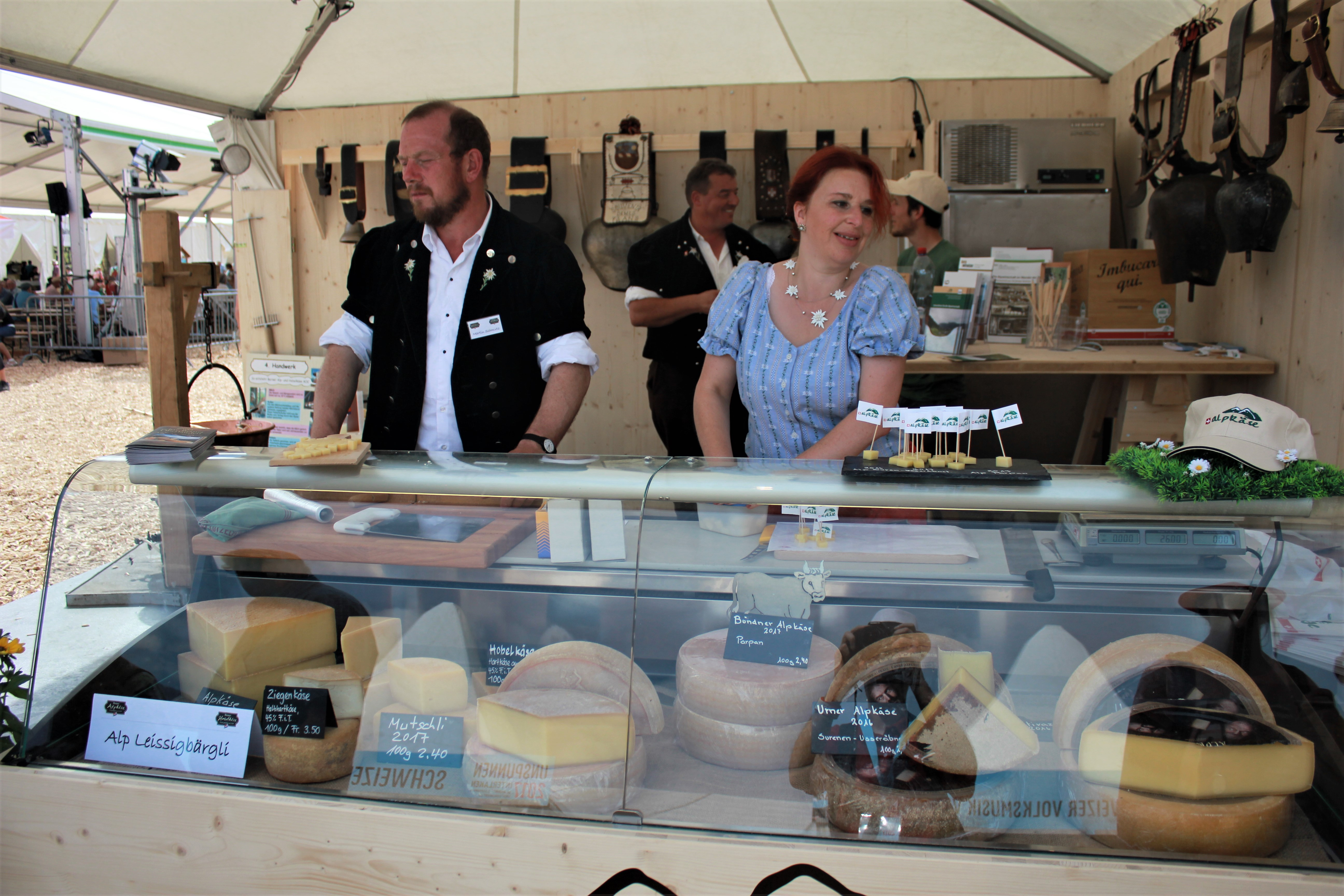
Alpkäseverkauf am Unspunnenfest 2017

Die Bezeichnung „Alpkäse“ darf in der Schweiz und in Österreich nur verwendet werden, wenn die Rohmilch während der Alpsaison im Alpgebiet erzeugt und verarbeitet wird. Sie muss von Kühen stammen, die auf einer Alpweide frei weiden können. Außer Rohmilch, Milchsäure-Bakterienkulturen, Lab und später Salz und Wasser für das Salzbad und die Pflege der Rinde enthalten Alpkäse keine weiteren Zutaten oder Zusatzstoffe. Verboten ist die Fütterung mit Silage. Die Ostschweizer, die meisten Innerschweizer und die Tessiner Alpkäse sind Halbhartkäse, die bereits nach zwei bis drei Monaten in den Handel kommen. Alpkäse aus Österreich (mit Ausnahme des Paznauner und des Tennengauer Almkäses), aus dem Berner Oberland, aus Obwalden, der Waadt und Freiburg sind Hartkäse, die länger reifen und deswegen etwas breiter im Geschmack sind. Almkäse wird ausschließlich in Laibform und nie in Blockform gefertigt.
Alpkäse werden zumeist als Schnittkäse mit Brot oder auch zu Pellkartoffel konsumiert, eignen sich aber auch als Bratkäse oder in einem Gratin. Einige Sorten verfügen über eine geschützte Ursprungsbezeichnung (AOP in der Schweiz bzw. g.U. in Österreich).

## Herstellung

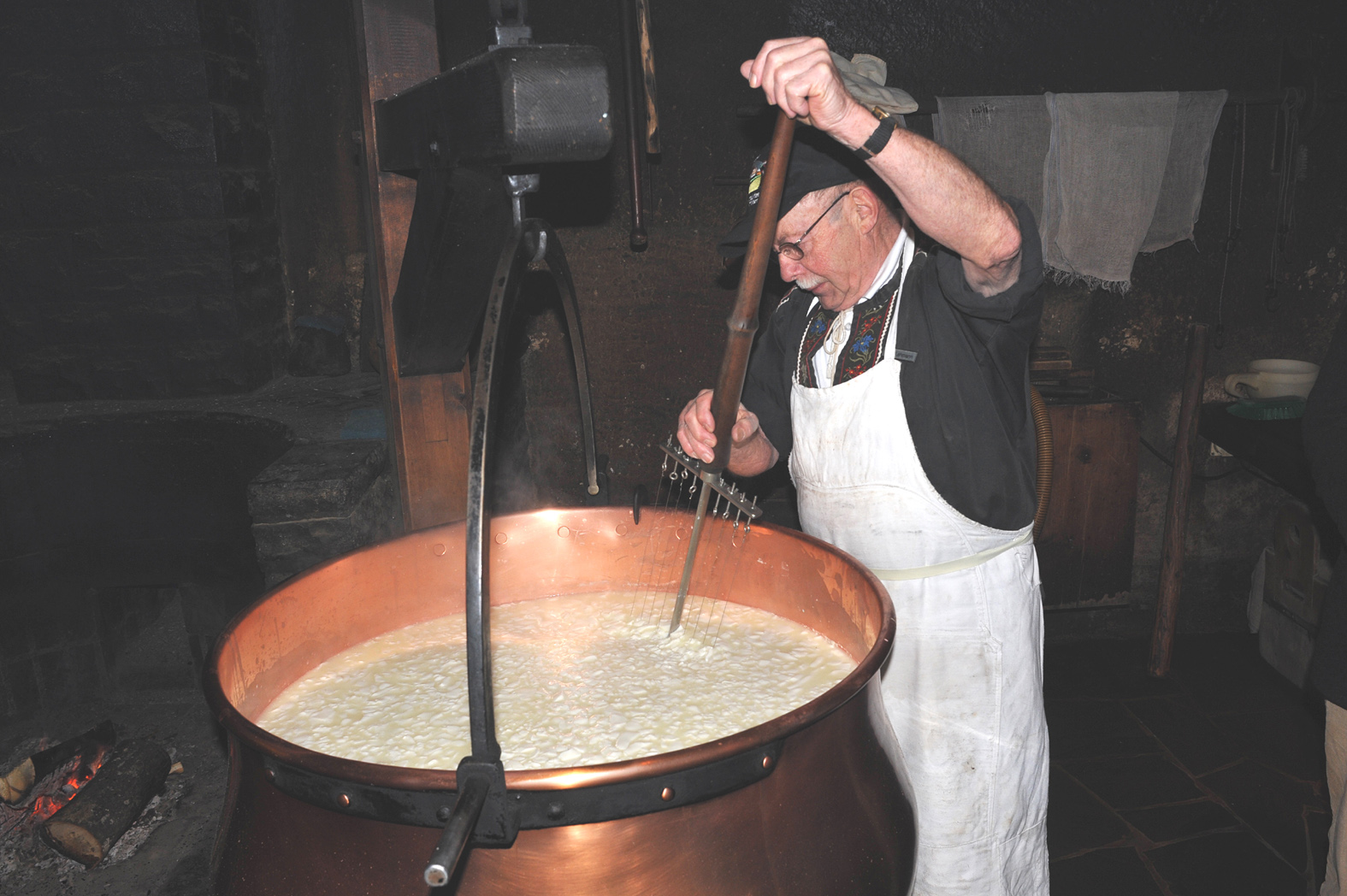
Traditionelle Käseherstellung in der Emmentaler Schaukäserei: Schneiden der Gallerte mit der Käseharfe

Obwohl die Alpkäse alle den gleichen Produktionsprozess durchlaufen, entstehen geschmackliche Unterschiede. Käse mit kurzem Reifegrad sind mild. Lässt man sie länger reifen, werden sie würziger. Zudem weist die Rohmilch auf jeder Alp je nach Fauna ihren eigenen Geschmack auf.
Zu Beginn der Herstellung gibt der Älpler der Milch Milchsäurebakterien bei, die hauptverantwortlich für die Geschmacksbildung sind. Rund eine halbe Stunde nachdem der Käser bei 32 Grad das Lab beigegeben hat, gerinnt die Milch. Dabei entstehen flüssige Molke und feste Gallerte.
Die Gallerte wird in kaffeebohnengroße Körner zerschnitten, wodurch der Käsebruch entsteht. Wenn der Bruch eine Temperatur von je nach Sorte 45 bis 54 Grad erreicht hat, wird er in die Järbe gegeben, womit die Käse ihre typisch runde Form erhalten.
Hartkäse benötigt eine höhere Temperatur als Halbhartkäse. Anschließend werden die Alpkäse mehrere Stunden gepresst, bis sie keine Molke mehr abgeben.
Nach dem Pressen kommen die Laibe für einen bis zwei Tage in ein Salzbad, das zur Rindenbildung führt und das Aroma verstärkt. Während der nachfolgenden Reifung bauen die Bakterienkulturen Eiweiß und Milchsäure in geschmackswirksame Stoffe um. Durch Bürsten mit leicht gesalzenem Schmierenwasser wird die Reifung zusätzlich beeinflusst.

## Geschichte

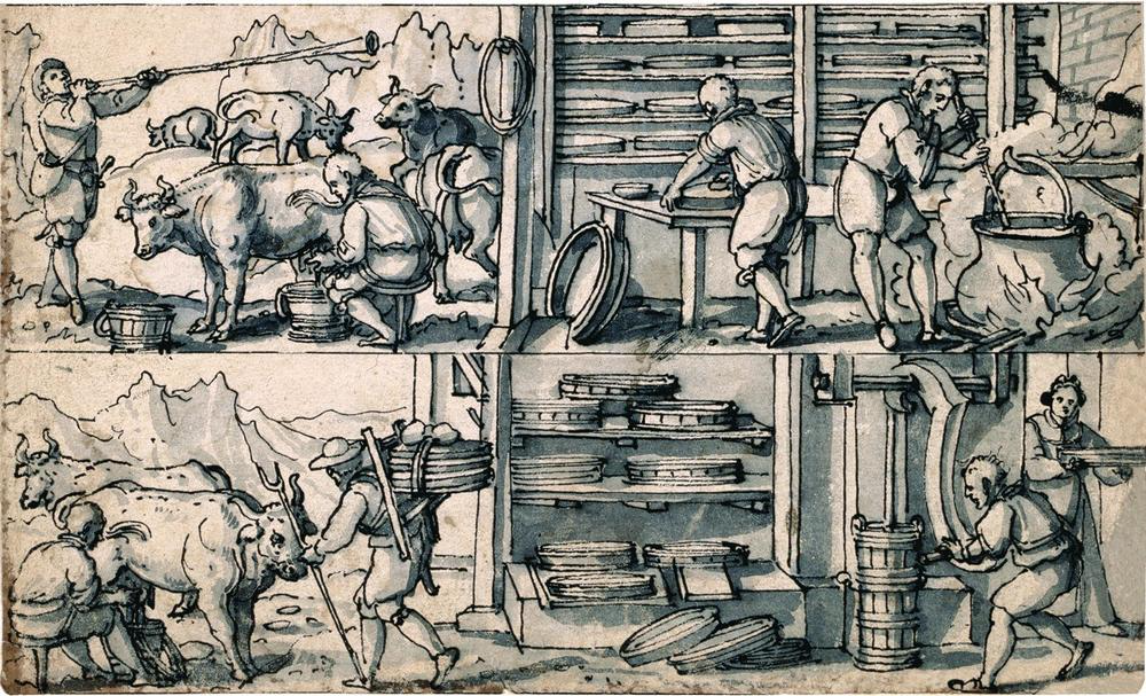
Ausschnitt aus einer Federzeichnung von Daniel Lindtmayer aus dem Ende des 16. Jahrhunderts. Dargestellt sind das Zusammentreiben des Viehs zum Melken und die Herstellung von Alpkäse (oben) und Butter (unten) sowie der Abtransport der Sennereiprodukte.

Durch die Spezialisierung der mittelalterlichen Grundherrschaft auf Milch- und Viehwirtschaft in bergigem Gebiet gelangte die Käseherstellung in die Zone der Alpweiden des Alpen- und Voralpenraums. Hauptprodukt der mittelalterlichen Milchwirtschaft war der haltbarere Ziger. Im 16. Jahrhundert begann die Umstellung auf die Labhartkäserei. Wo sich die exportorientierte Labkäserei durchsetzte, wandelte sich die Alp- und zugehörige Talwirtschaft grundlegend: Auf den Weiden wurden Milchkühe statt Jung- und Schmalvieh gesömmert. Die inneralpinen Gebiete dagegen blieben mehrheitlich bei der Selbstversorgung mit Ackerbau und exportierten nur den Überschuss an Milchprodukten. Die Verbreitung der transportfähigen Labkäse ist nebst dem Export darauf zurückzuführen, dass die Bewohner der klimatisch benachteiligten Täler haltbare Lebensmittelvorräte anlegten.
Während im Westen Österreichs bereits Ende des 17. Jahrhunderts der Umstieg auf die Produktion von Vollfettkäse erfolgte – damals als „Schweizer Art“ bezeichnet –, wurde im Gailtal bis Mitte des 19. Jahrhunderts ein größerer Anteil des Käses halbfett und ohne Pressen hergestellt und als Frischkäse verkauft.
Mit dem Aufkommen der Talkäserei verlagerte sich die Käseproduktion in der Zeit von 1830 bis 1880 vom Alpgebiet ins Tal. Die Dorfkäsereien produzierten Käse, der dem Alpkäse qualitätsmäßig in nichts nachstand, jedoch ganzjährig in größeren Mengen und preiswerter. Die Alpkäser zogen sich weitgehend aus dem Exportmarkt zurück und begannen Käse für den Eigengebrauch und für die lokalen Märkte herzustellen, denn im 19. Jahrhundert bestimmte nicht das Gewicht – ein Alpkäse ist massiv kleiner als ein Emmentaler (bis zu 110 kg), Sbrinz (bis 45 kg) oder Gruyère (bis 40 kg) – sondern die Anzahl der exportierten Käselaibe die Höhe des Zolls. Der Niedergang der Alpkäserei zwang die Sennen zur Abwanderung und sie übernahmen Dorfkäsereien. Bis zum 19. Jahrhundert gehörten Käse- und Milchspeisen zur Volksnahrung im Alpen- und Voralpenraum. Im Schweizer Mittelland, wo der Ackerbau dominierte, waren Käsespeisen weitgehend unbekannt.

## Sorten

### Schweiz
Als Alpkäse darf nur ein Käse bezeichnet werden, dessen Milchproduktion und Verkäsung auf der Alp erfolgt, reifen darf der Käse auch außerhalb der Alp. Die Jahresproduktion liegt landesweit bei 5000 Tonnen. Oft ist Alpkäse nur lokal erhältlich.

#### Alp-Sbrinz
Eine Spezialität des Sbrinz ist der Alp Sbrinz AOP, der während der Sömmerungszeit auf acht Alpbetrieben (Stand 2021) produziert wird.

#### Berner Alpkäse

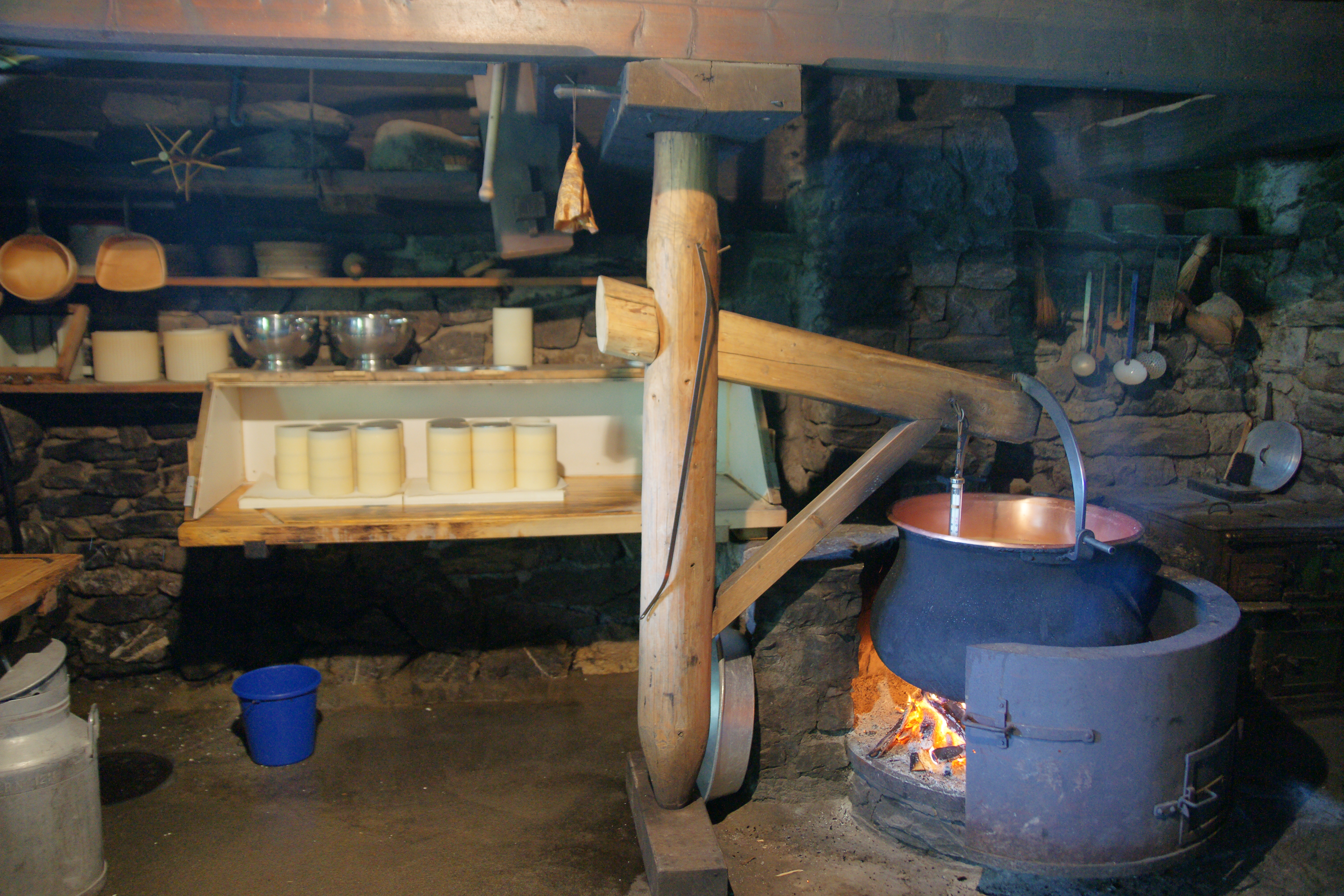
Alpkäserei von Kandersteg im Freilichtmuseum Ballenberg

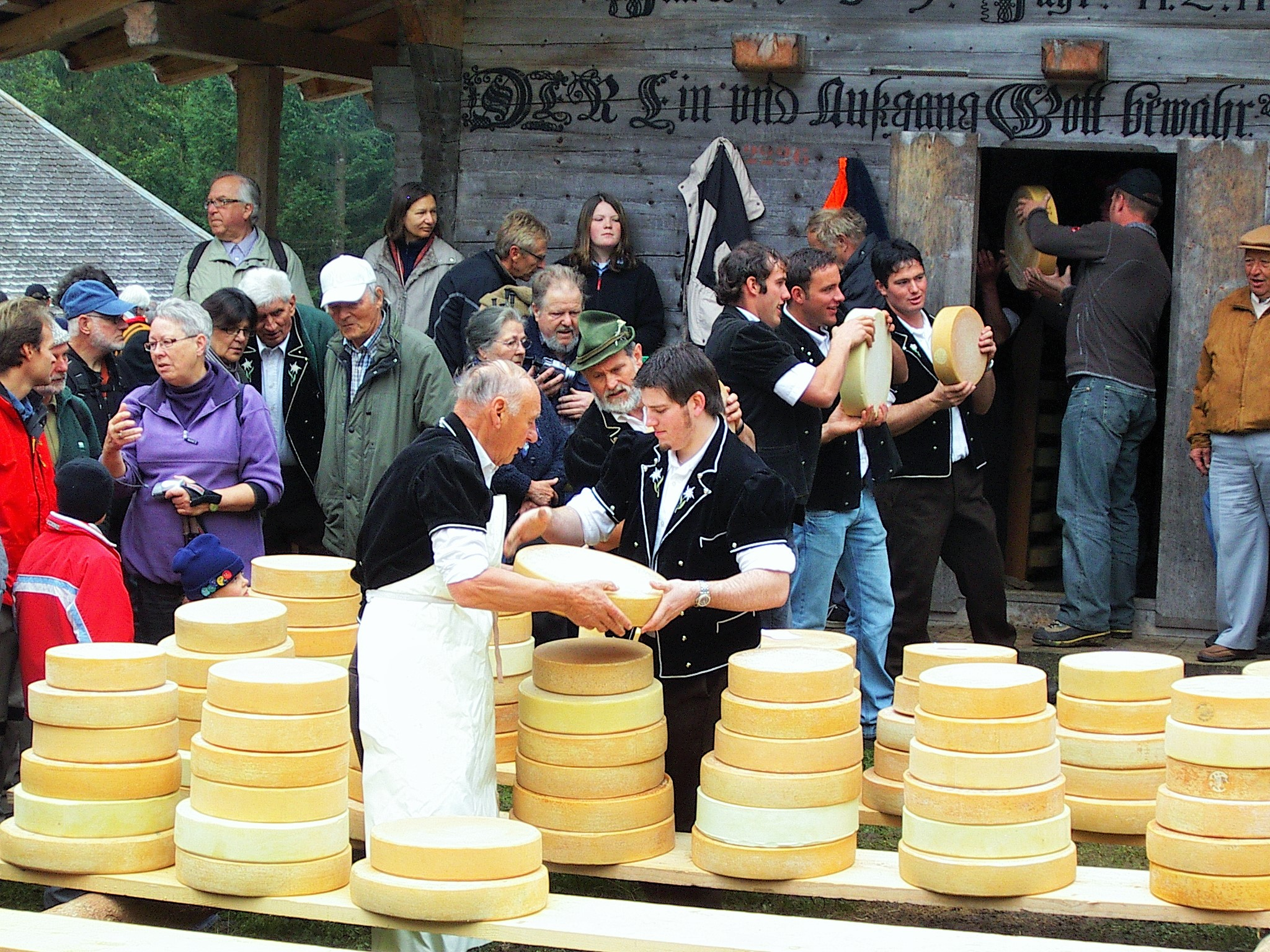
Alljährlich werden am Käseteilet die im Sommer hergestellten Berner Alpkäse durch ein Losverfahren an die Viehbesitzer verteilt.

Der Berner Alpkäse AOP ist ein fünf bis vierzehn Kilogramm schwerer Hartkäse mit 28 bis 48 Zentimeter Durchmesser. Der mit dem größeren Sbrinz nah verwandte Berner Alpkäse schmeckt würzig und pikant und verfügt über keine Löcher. Durch die Veredlung von Berner Alpkäse entsteht der mindestens zwei Jahre lang gelagerte Berner Hobelkäse.
Berner Alp- und Hobelkäse werden im Berner Oberland, auf einzelnen Alpen im Emmental sowie in vereinzelten Gemeinden der Kantone Luzern und Waadt hergestellt. Im Sommer 2015 wurden 1250 Tonnen Berner Alpkäse produziert. 75 bis 80 Prozent der Produktion vermarkten die Alpkäser selbst, der Rest wird an Handelsfirmen verkauft. Etwa ein Drittel der Alpkäse wird zu Hobelkäse veredelt.
1548 erwähnte der Chronist Johannes Stumpf der Herstellung von Alpkäse im Berner Oberland, wobei es sich vermutlich um vollfette Käse gehandelt hat. Die fetthaltigen Alpkäse aus dem Berner Oberland erreichten eine zunehmende wirtschaftliche Bedeutung. Klar definierbare Sorten gab es noch nicht, die Käse wurden in der Regel nach ihrem Herkunftsort benannt. Bekannt schien der so genannte „Saanenkäse“ zu sein. Mitte des 19. Jahrhunderts endete die Blüte der Alpkäserei und man konzentrierte auf die Produktion für den Eigenbedarf und lokale Märkte. Die 1993 gegründete Sortenorganisation „CasAlp“ vermarktet die verschiedenen Berner Alpkäse unter den gemeinsamen Namen „Berner Alpkäse“ und „Berner Hobelkäse“. Diese beiden Käse sind seit 2004 im Register der geschützten Ursprungsbezeichnungen AOP eingetragen.

#### Bündner Alpkäse
Der Bündner Alpkäse wiegt zwischen vier und sechs Kilogramm und weist eine sehr sparsame, reis- bis maiskorngroße Lochung auf. Im Jahr 2016 betrug die Produktion 568 Tonnen Kuhkäse und 16 Tonnen Ziegenkäse. Ein großer Teil davon geht in die Gastronomie und Hotellerie.
In Graubünden war die Käserei bis weit ins 19. Jahrhundert ohne große Bedeutung. Wichtiger waren die Rinderzucht für den Export und die Mast von Schlachttieren. Die Ausnahme war das Engadin, wo bereits im 16. Jahrhundert Labkäse für den Export hergestellt wurden. Die Technik der Labkäserei wurde um 1530 aus Italien ins Engadin eingeführt. Zu Beginn des 20. Jahrhunderts wurden die Einzelsennereien von Genossenschaftsbetrieben abgelöst. Jeder Bestößer bezieht seinen Anteil an Käse anhand der Milchleistung seiner Kühe.

#### L’Etivaz

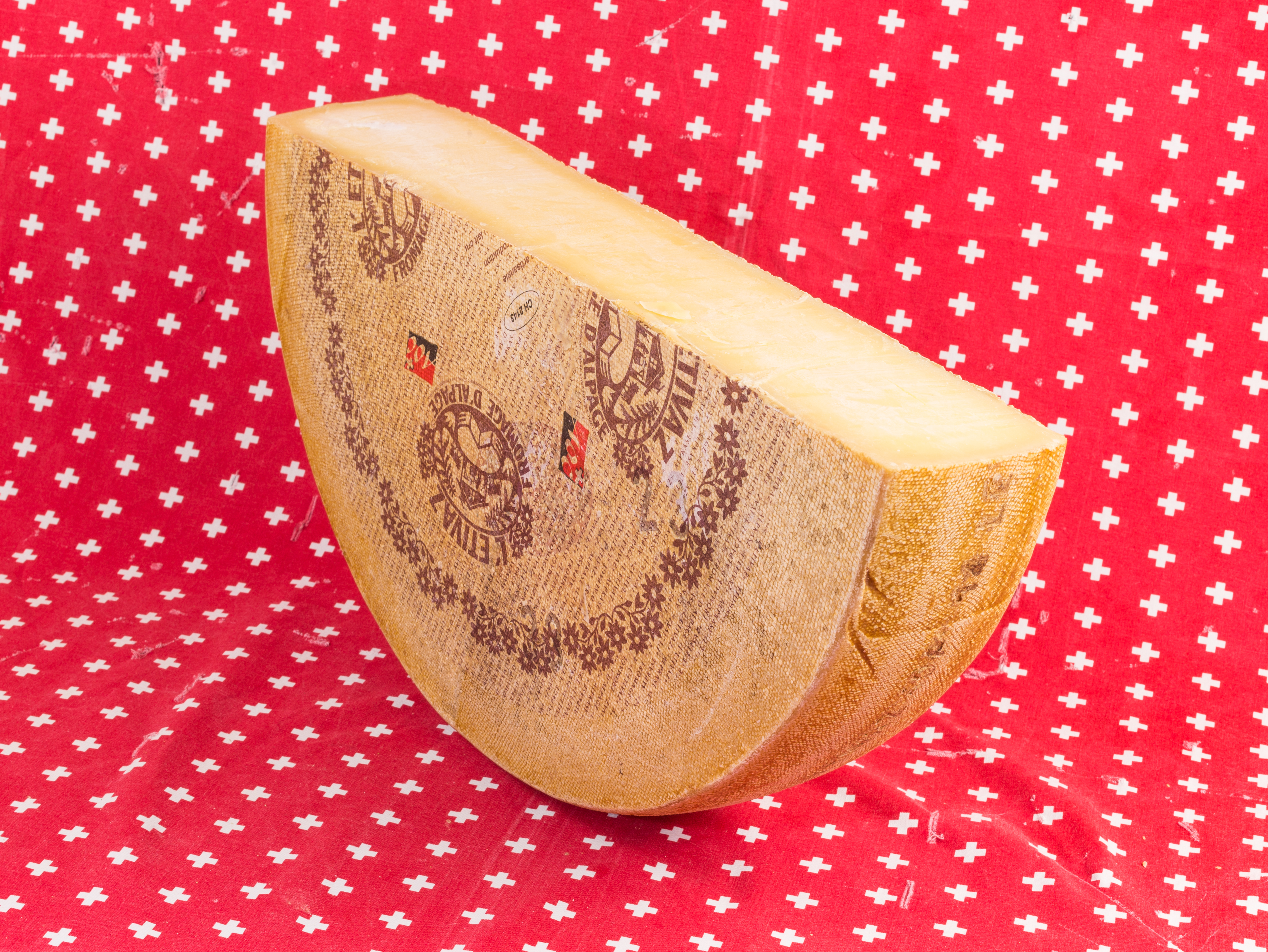
L’Etivaz aus dem Waadtland

L’Etivaz AOP ist ein 15 und 35 Kilogramm schwerer Hartkäse, der in etwas mehr als hundert Waadtländer Alpkäsereien hergestellt wird. Er hat einen ausgeprägten würzig-fruchtigen Geschmack mit einer leicht nussigen Note und wird zwischen fünf und dreizehn Monaten gereift. Jährlich werden 400 bis 430 Tonnen hergestellt.
→ Siehe auch Abschnitt Der Käse im Artikel L’Etivaz

#### Glarner Alpkäse

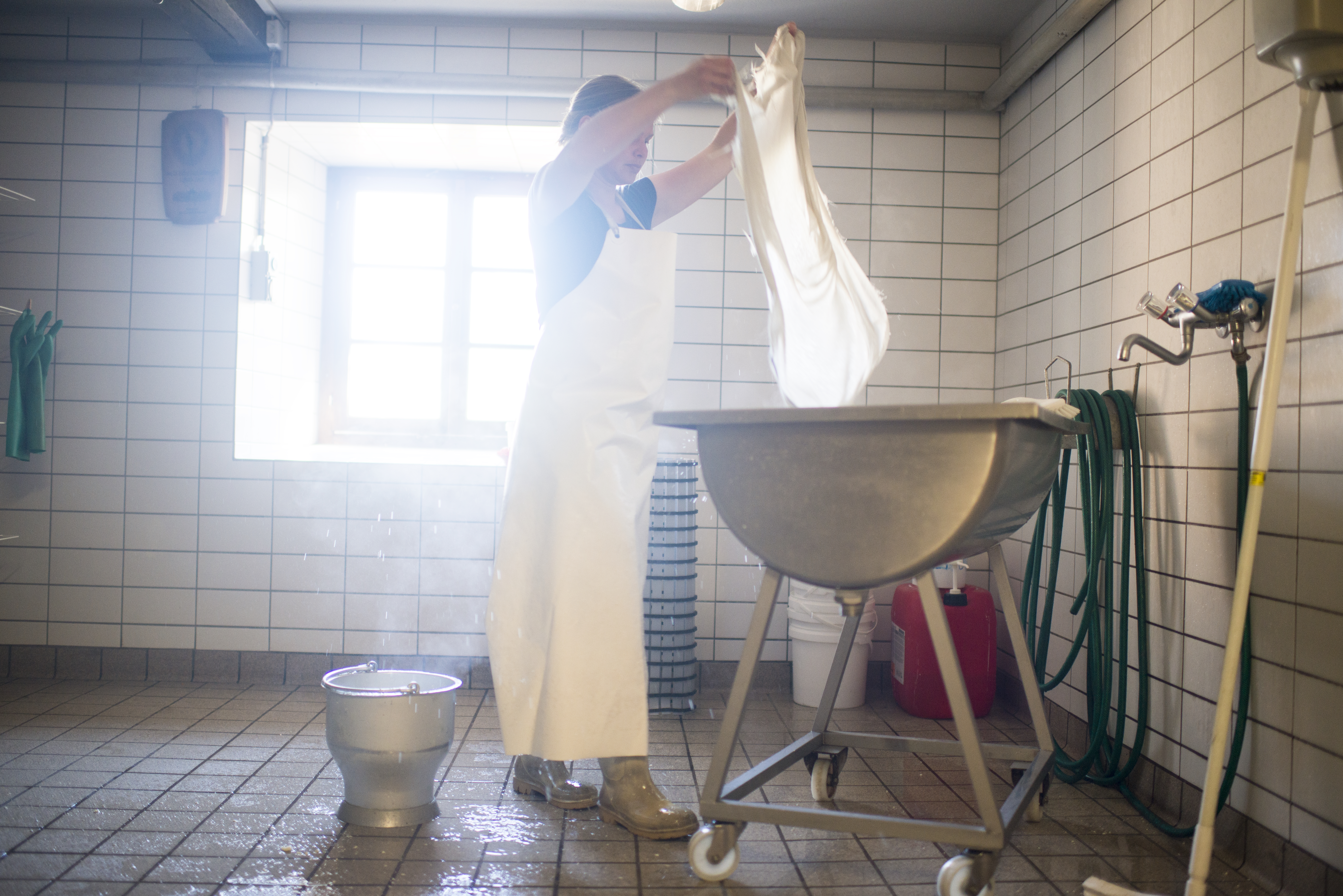
Käsen auf den Nüenalp in der Gemeinde Glarus Nord

Der Glarner Alpkäse AOP, in Anlehnung an das „Land“ Glarus auch Landkäse genannt, weist keine Löcher auf, ist zwischen fünf und neun Kilogramm schwer und hat einen Durchmesser von 28 bis 32 Zentimeter. In den Handel kommt er in milder, würziger und rezenter Form. Die Gesamtproduktion von Glarner Alpkäse beträgt gut 130 Tonnen. Etwa 70 Tonnen werden von einer Genossenschaft vermarktet, die nach 30 Tagen auch die Lagerung der Alpkäse-Laibe in ihrem Lagerkeller übernimmt.
Glarner Alpkäse wird vorwiegend als Beilage zu Brot gegessen, eignet sich aber auch als Bratkäse, in einem Gratin oder Cordon bleu oder auch als Fonduekäse.
In den Quellen taucht der Glarner Alpkäse erst im 19. Jahrhundert auf. Die Glarner Älpler setzten ursprünglich auf die Produktion von Schabziger und fetter Butter. Der Glarner Alpkäse ist seit 2014 im Register der geschützten Ursprungsbezeichnung (AOP) eingetragen.

#### Gruyère d’Alpage

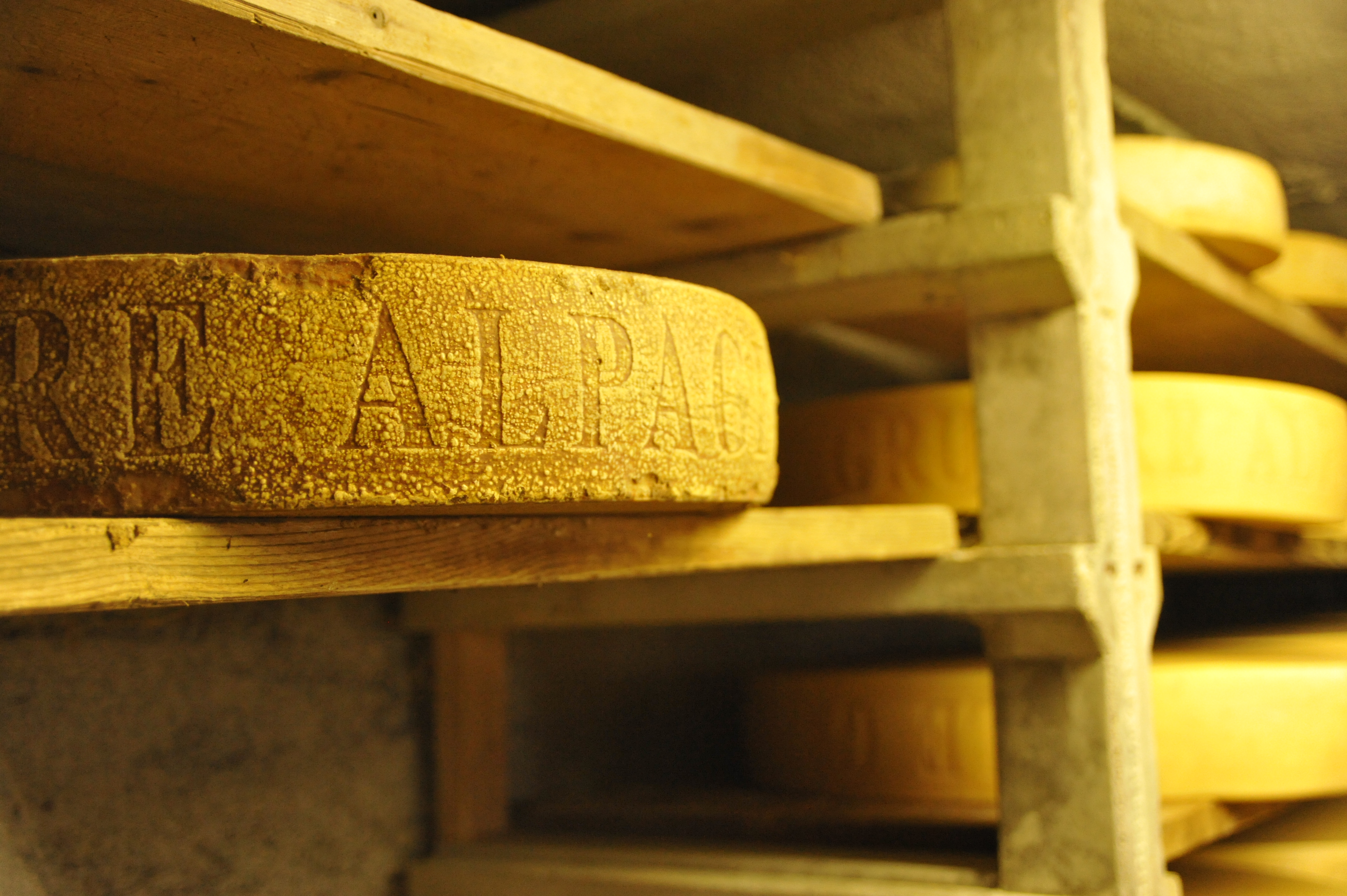
Gruyère d’Alpage

Rund 50 Alpkäsereien stellen Gruyère her. Der Gruyère d’Alpage ist seit 2001 im Register der geschützten Ursprungsbezeichnungen (AOP) eingetragen.

#### Nidwaldner Alpkäse
Im Gegensatz zu anderen Bergkantonen, wo in den letzten Jahren eine Vereinheitlichung der Produktion umgesetzt wurde, gibt es in Nidwalden eine gewisse Vielfalt unter den Alpkäsen. Der Nidwaldner Alpkäse ist mehrheitlich ein Halbhartkäse mit etwa sechs bis acht Kilogramm Gewicht und einem milden, einen würzigen oder auch einen rezenten Geschmack. Halbhart- und Hartkäse weisen eine spärliche Lochung auf. Die Produktion von etwa 30 Tonnen bewegt sich, im Gegensatz zu den 50 Tonnen Alp-Sbrinz, im kleinen Rahmen. Im Spätherbst findet in Beckenried ein Alpkäse-Markt statt.
In der Literatur zur Käserei galten Nid- und Obwalden als ein Kanton: In Unterwalden war seit dem 12. Jahrhundert bis zum Aufkommen der Labkäserei die Herstellung von Fettziger, Butter und Magerkäse aus gesäuerter Milch vorherrschend. Die Einführung der Labkäserei erfolgte in den beiden Halbkantonen im 17. Jahrhundert. Sie ermöglichte die Herstellung lange haltbarer und damit transportfähiger Käse, die nach Italien exportiert wurden. Bis heute wird in Nid- und Obwalden auf den Alpen auch Sbrinz hergestellt. Dazu ist die Milchmenge von 20 bis 30 Kühen erforderlich. Der Viehbestand vieler Bauern war früher jedoch bedeutend kleiner. Die Vorgänger des heutigen Alp-Sbrinz gingen wegen des tieferen Zollsatzes in den Export, die Käse der kleineren Alpen waren für den Eigengebrauch und lokale Märkte bestimmt.
im Verlaufe des letzten Jahrhunderts hat sich in den beiden Halbkantonen eine getrennte Alpkäserei entwickelt: Nidwalden stellt vorwiegend Halbhartkäse her, Obwalden hingegen ausschließlich Hartkäse. Vermutet wird, dass die geographische Lage einen entscheidenden Einfluss hatte. Die Nidwaldner Älpler orientierten sich offenbar am benachbarten Urnerland, wo halbharte Alpkäse hergestellt werden. Obwalden dagegen grenzt an das Berner Oberland, wo der Alpkäse traditionell hart und nah verwandt mit dem Sbrinz ist.

#### Obwaldner Alpkäse
Der Obwaldner Alpkäse ist ein etwa 12 Kilogramm schwerer Hartkäse aus Rohmilch. Der leicht salzige Vollfettkäse weist eine spärliche Lochung auf. Typisch für aus Obwalden stammenden Alpkäse ist die trockene Reifung ohne Behandlung mit Schmierwasser nach der Alpabfahrt wie beim Sbrinz. Nach drei Monaten Reifung schmeckt er mild, nach acht Monaten würzig und charaktervoll und nach einem Jahr rezent und vollmundig. Der Teig eines zwei Jahren gereiften Alpkäses ist extrahart und brüchig, so dass der Käse nicht als Schnittkäse, sondern ähnlich wie Sbrinz in kleinen gebrochenen Stücken konsumiert wird.
Die Interessen von 14 Alpkäsereien werden von Interessengemeinschaft Obwaldner Alpchäs vertreten. Der Anfang November auf dem Dorfplatz von Sarnen stattfindende Obwaldner Alpkäsemarkt gehört zu den ältesten Schweizer Alpkäsemärkten.
Zur Geschichte siehe Abschnitt Nidwaldner Alpkäse

#### St. Galler Alpkäse
Ein St. Galler Alpkäse AOP wiegt zwischen vier und sieben Kilogramm, weist einen Durchmesser von etwa 30 Zentimetern und eine spärliche Lochung auf. Im Handel ist er sowohl in milder als auch in würziger Form erhältlich. 36 Alpbetriebe, ein Großteil im Sarganserland, stellten 2008 etwa 230 Tonnen Alpkäse her. St. Galler Alpkäse AOP muss im Kupferkessel hergestellt werden, Chromstahl ist nicht erlaubt.
In einem Dokument aus dem Jahre 1299 wird auf einer Alp die Produktion von Schmalz, Ziger und Käse erwähnt. Aus dem 13. und 14. Jahrhundert sind bäuerliche Abgaben in Form von Käse an das Kloster St. Gallen bekannt. Viele Käseabgaben an das Kloster St. Gallen dürften aus Bloderkäse aus den Obertoggenburger Alpen bestanden haben. Das Käsen auf den St. Galler Alpen diente lange nur zur Selbstversorgung; erst im Verlaufe des 20. Jahrhunderts gelangte der St. Galler Alpkäse in den Handel.

#### Schwägalpkäse

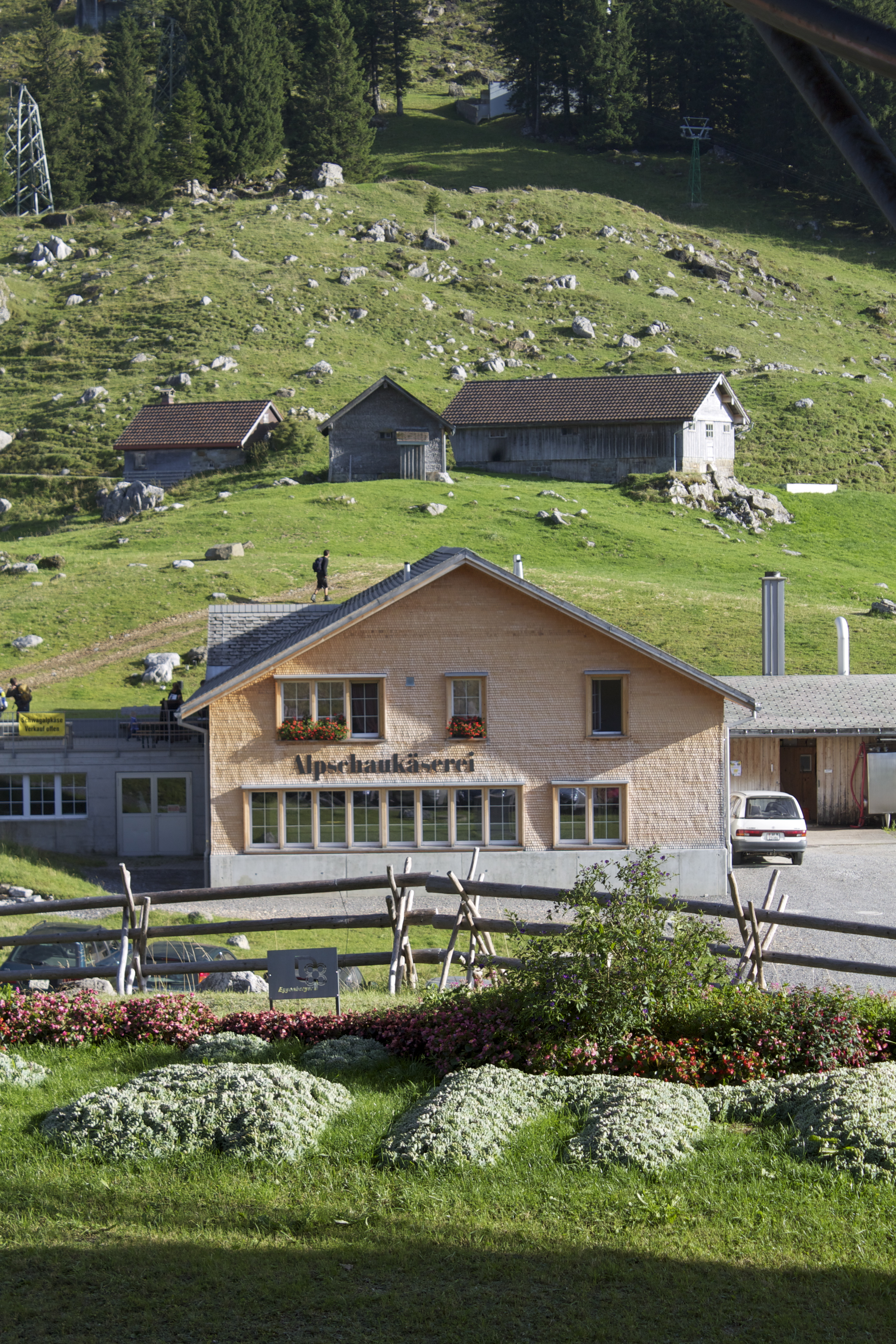
Alpschaukäserei Schwägalp

Der etwa fünf Kilogramm schwere Schwägalpkäse weist einen Durchmesser von 28 Zentimetern und vereinzelt kleine, runde Löcher auf. Er ist in milder, in würziger und in rezenter Form erhältlich. Über 50 Älpler liefern ihre Rohmilch in der 1997 erstellten modernen Großkäserei auf der Schwägalp am Fuße des Säntis an. Weil die Milch aus unterschiedlichen Alpen stammt, wird sie vor dem Verkäsen kurzzeitig auf 68 Grad erhitzt. In der genossenschaftlich bewirtschafteten Alpschaukäserei stellen fünf Käser jährlich zwischen 70 und 80 Tonnen Alpkäse her, der über den Großhandel in weiten Teilen der Ostschweiz bezogen werden kann.
Neben der Großkäserei auf der Schwägalp existieren im Appenzellerland rund ein Dutzend weitere Alpbetriebe, die Alpkäse herstellen, jedoch in weit geringerer Menge. Aufzeichnungen aus dem Jahre 1360 aus dem Kloster St. Gallen belegen, dass bereits damals Sennen auf appenzellischen Alpen Käse herstellten. Dabei dürfte es sich um mageren Sauermilchkäse gehandelt haben.

#### Schwyzer
Schwyzer bezeichnet sowohl einen Hartkäse, der in Dorfkäsereien ganzjährig hergestellt wird, als auch einen halbharten Alpkäse. Der Schwyzer Alpkäse ist zwischen sieben und neun Kilogramm schwer und weist unregelmäßige, kleine Löcher im Teig auf. Er ist mit mildem, mit würzigem und mit rezentem Geschmack erhältlich. Die Gesamtproduktion beträgt etwa 100 Tonnen, wobei mehr als die Hälfte aus dem Muotatal stammt. Dort vermarkten die Produzenten ihren Alpkäse seit den späten 1990er-Jahren über eine Interessengemeinschaft. Am „Muotitaler Alpchäsmärcht“, der jeweils im Oktober stattfindet, werden sechs bis sieben Tonnen Alpkäse abgesetzt.
Auf den Alpen im Kanton Schwyz wurde bereits im 16. Jahrhundert gekäst. Die Technik der Labkäserei war damals in der Innerschweiz jedoch noch kaum verbreitet. Für 1835 ist nachgewiesen, dass auf Schwyzer Alpen Käse nach Brienzer Art hergestellt wurde, was auf den Sbrinz hindeutet. Bis weit ins 19. Jahrhundert gab es keine Käsesorten mit einheitlichem Charakter. Die Variationen waren beträchtlich und der Ausdruck Schwyzer Käse war vielmehr eine Herkunftsbezeichnung.

#### Tessiner Alpkäse

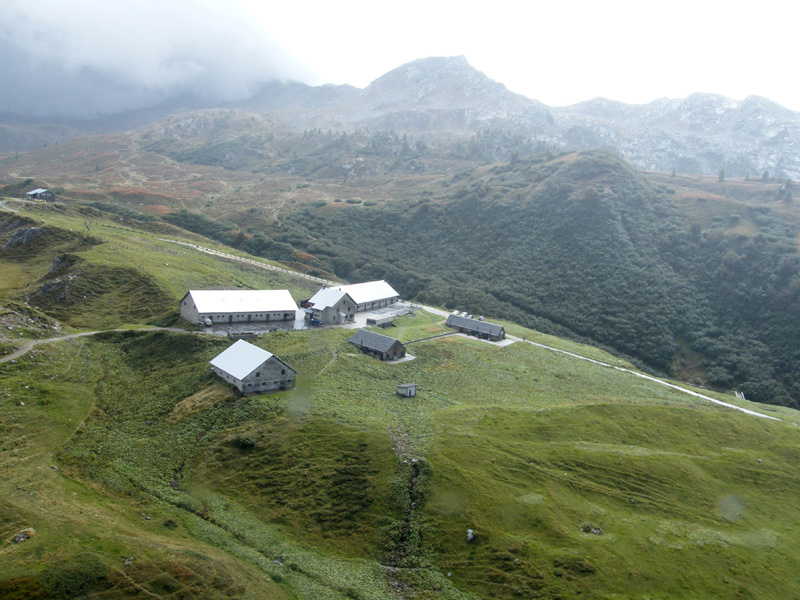
Die Alp Piora im Val Piora ist mit einer Fläche von 3500 Hektaren die größte Alp im Kanton Tessin. Der Käsekeller bietet Platz für 3500 Laibe des Formaggio d'alpe. Die Jahresproduktion beträgt 23 Tonnen Käse.

Der Formaggio d'alpe ticinese AOP ist zwischen drei und zehn Kilogramm schwer und hat einen Durchmesser von 25 bis 30 Zentimeter. Die Farbe seiner Rinde ist braungrau und nicht wie bei den Alpkäsen der Alpennordseite gelbrot. Sein Teig hat eine gelbliche Farbe, ist jedoch bei Zugabe von Ziegenmilch heller. In der Regel wird Tessiner Alpkäse aus Kuhmilch hergestellt. Im Valle Maggia und Val Verzasca werden der Kuhmilch bis zu 30 Prozent Ziegenmilch beigemischt. Tessiner Alpkäse AOP muss in einem Kupferkessel hergestellt werden. Die Reifezeit variiert von 60 Tagen bis zu etwa einem Jahr. 2006 wurden rund 380 Tonnen Alpkäse produziert. Tessiner Alpkäse findet man in der Deutschschweiz oft in spezialisierten Käsegeschäften.
Erste schriftlichen Erwähnungen von Tessiner Alpen gehen auf das 12. Jahrhundert zurück. Reiseberichte aus der zweiten Hälfte des 18. Jahrhunderts beschreiben, dass im Maggiatal Alpkäse aus einem Gemisch von Magermilch, Ziegenmilch und Kuhmilch hergestellt wurde und dass die Alpkäse aus der Leventina angenehmer schmeckten als Käse aus dem Bezirk Lugano. Auf den Tessiner Alpen wurden damals Weich- und auch Hartkäse hergestellt. Die Alpkäse wurden im Tessin verkauft und nach Genua exportiert. Der Tessiner Alpkäse ist seit 2002 im Register der geschützten Ursprungsbezeichnung AOP eingetragen.

#### Urner Alpkäse
Der Urner Alpkäse wiegt zwischen sechs und acht Kilogramm, hat einem Durchmesser von etwa 30 Zentimetern und weist eine spärliche Lochung auf. Er ist in milder, in würziger und in rezenter Form erhältlich. Wirtschaftlich gesehen ist Alpkäse der wichtigste Käse aus dem Kanton Uri. Mit großem Abstand folgen der Urner Bergkäse und Mutschli. Rund 60 Urner Älpler erzeugen etwa 200 Tonnen Alpkäse. Knapp die Hälfte davon wird über den Groß- und Detailhandel außerhalb des Kantons vermarktet, wo der Urner Alpkäse in ausgesuchten Spezialitätengeschäften erhältlich ist.
1479 wurde die Alpkäserei in Uri in einer landeskundlichen Beschreibung erwähnt. Im 18. und 19. Jahrhundert tauchten detaillierte schriftliche Belege zur Käserei auf den Urner Alpen auf. Zur Förderung des Absatzes sind seit 1996 rund 40 Produzenten in der Genossenschaft Urner Alpkäseproduzenten zusammengeschlossen.

#### Vacherin Fribourgeois d’alpage
Der Vacherin Fribourgeois AOP d’alpage ist ein auf Freiburger Alpen hergestellter halbharter Vacherin fribourgeois. Seine Reifezeit beträgt 12 bis 25 Wochen. Freiburger Vacherin dient zusammen mit Gruyère zur Herstellung des Fondues moitié-moitié.

#### Walliser Alpkäse

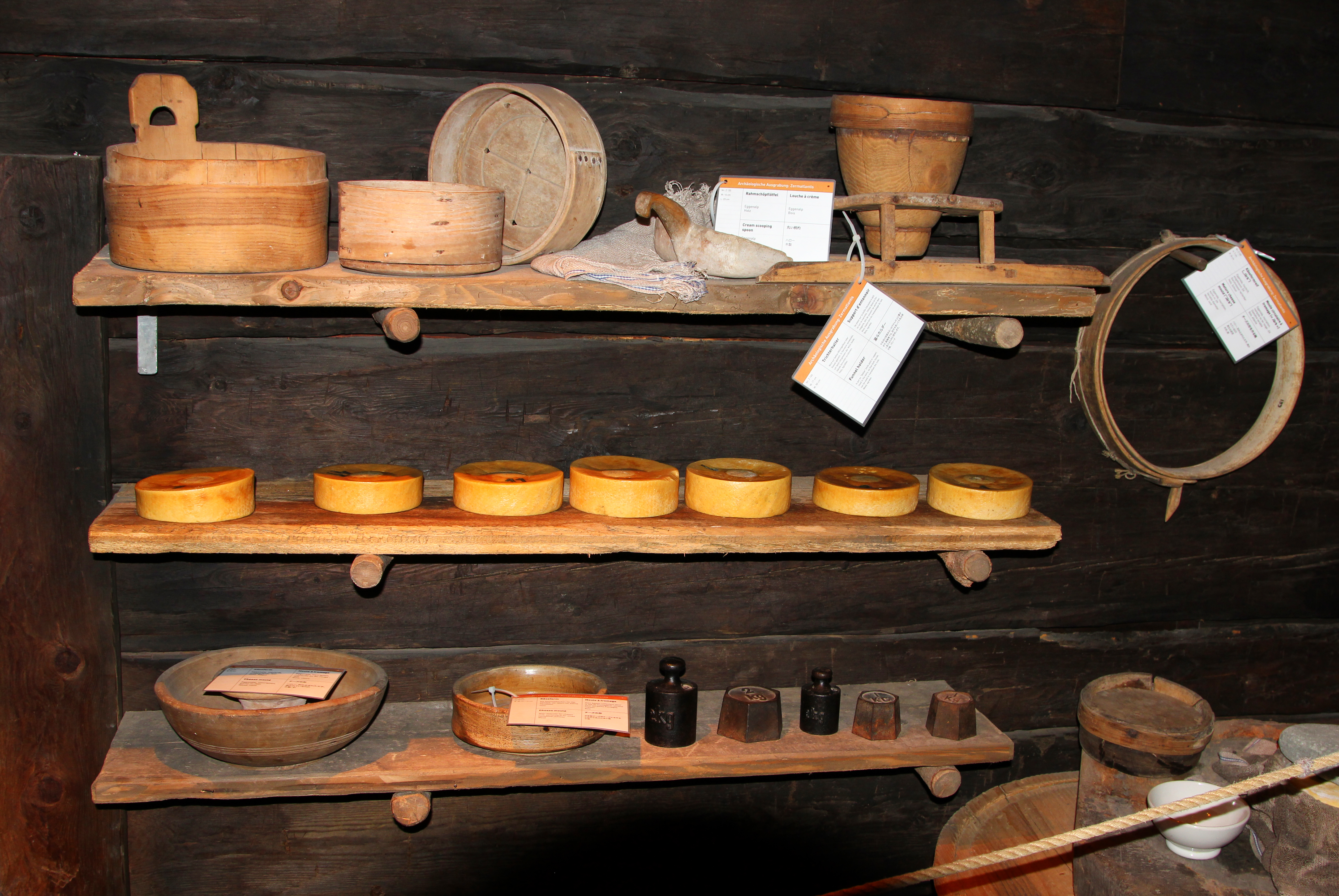
Produktion von Alpkäse, ausgestellt im Matterhorn Museum in Zermatt

Alpkäse sind im Wallis sehr beliebt. Fast die gesamte Produktion wird über den Direktverkauf abgesetzt.

### Österreich
Bei allen unten aufgeführten Sorten handelt es sich um Hartkäse, von denen drei über einen Eintrag als geschützte Ursprungsbezeichnung (g.U.) verfügen.

#### Bregenzerwälder Alpkäse

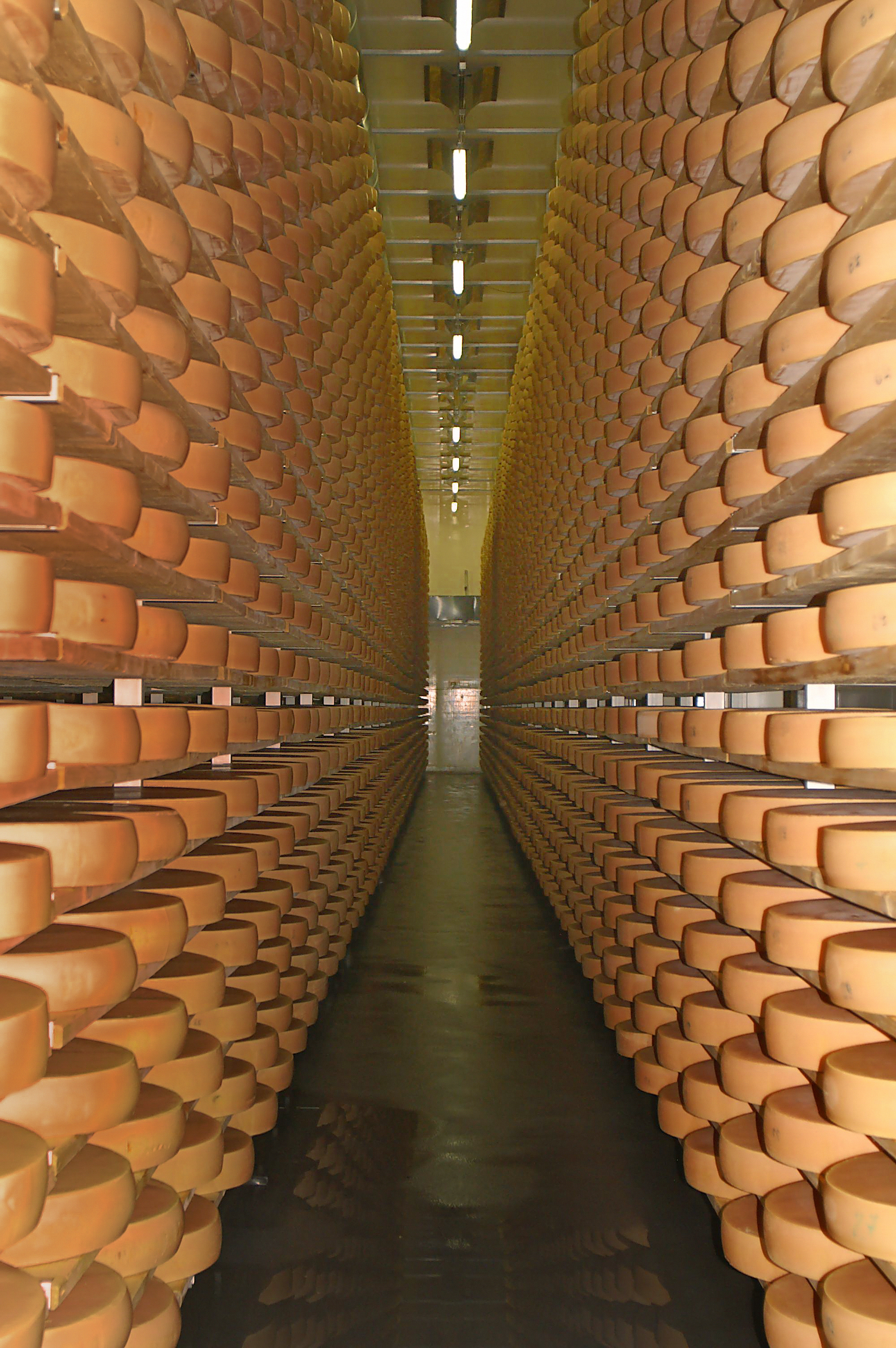
Der Bregenzerwälder Käsekeller in Lingenau an der Käsestraße Bregenzerwald

Bregenzerwälder Alp- und Bergkäse haben meist einen Durchmesser von 55 bis 60 Zentimeter und weisen eine erbsengroße, runde Lochung auf. Der Geschmack reicht von mild bis würzig. Alpkäse wird ausschließlich aus Alpenmilch auf den Alpen erzeugt. Zum Abschluss des Alpsommers erfolgt in Schwarzenberg eine Alp- und Bergkäseprämierung. Die Laibe kommen nach einer Reifezeit von sechs Monaten bis zwei Jahren in den Handel.
Während des Dreißigjährigen Kriegs kamen aus dem Appenzellerland Sennen in den Bregenzerwald, die den Einheimischen das Fettsennen vermittelten. Sie pachteten im Bregenzerwald Alpen oder errichteten selbst Sennereien. Verbote der Fettsennerei führten zu Beginn des 18. Jahrhunderts zu Aufständen der Bevölkerung. Sie setzte sich durch, womit der Aufschwung der Wälder Hartkäserei begann. Die Käse wurden in der Donaumonarchie und darüber hinaus gehandelt. Mitte des 19. Jahrhunderts ging der Umsatz des Emmentalers zurück, da dem länger haltbaren Bergkäse Vorzug gegeben wurde. Die Errichtung von genossenschaftlichen Talsennereien ab 1830 verringerte die Bedeutung der Alpwirtschaft.

#### Gailtaler Almkäse
Der Gailtaler Almkäse (g.U.) hat ein Gewicht zwischen 0,5 und 35 Kilogramm und weist eine geringe, runde und gleichmäßige Lochung auf. Auf den 14 Almen der Gemeinschaft der Gailtaler Almsennereien werden jährlich etwa 40 Tonnen Gailtaler Almkäse (g.U.) produziert. Abnehmer sind die lokale Gastronomie und die lokale Vermarktung. Eine Spezialität ist Frigga aus Gailtaler Speck und Gailtaler Almkäse.
Eine erste Erwähnung fand die Käseerzeugung im Urbar des Grafen von Görz 1375 bis 1381. Aus dem Jahr 1876 stammt eine ausführliche Beschreibung der Almwirtschaft im Gailtal. Noch bis in die Mitte des 19. Jahrhunderts wurde ein größerer Anteil des Käses halbfett und ohne zu pressen nach „Friauler Art“ hergestellt.

#### Paznauner Almkäse
Der Paznauner Almkäse hat ein Gewicht von 3,5 bis 5 Kilogramm, weist eine etwa erbsengroße Lochung auf und schmeckt aromatisch und pikant. Die Rinde ist fallweise mit einer dünnen, angetrockneten Schmiere überzogen. Der Käse wird auf den Almen im Paznaun im Bundesland Tirol hergestellt. Anders als bei anderen Almkäsen beträgt der Mindestfettgehalt nur 25 Prozent Fett in der Trockenmasse. Paznauner Almkäse können aber auch als Halbfett- oder Vollfettkäse produziert werden. Die Reifezeit beträgt mindestens 6 Wochen. Der Verkauf erfolgt als ganzer Laib, in Laibstücken („Käsezwickeln“) oder in aufgeschnittener Form.

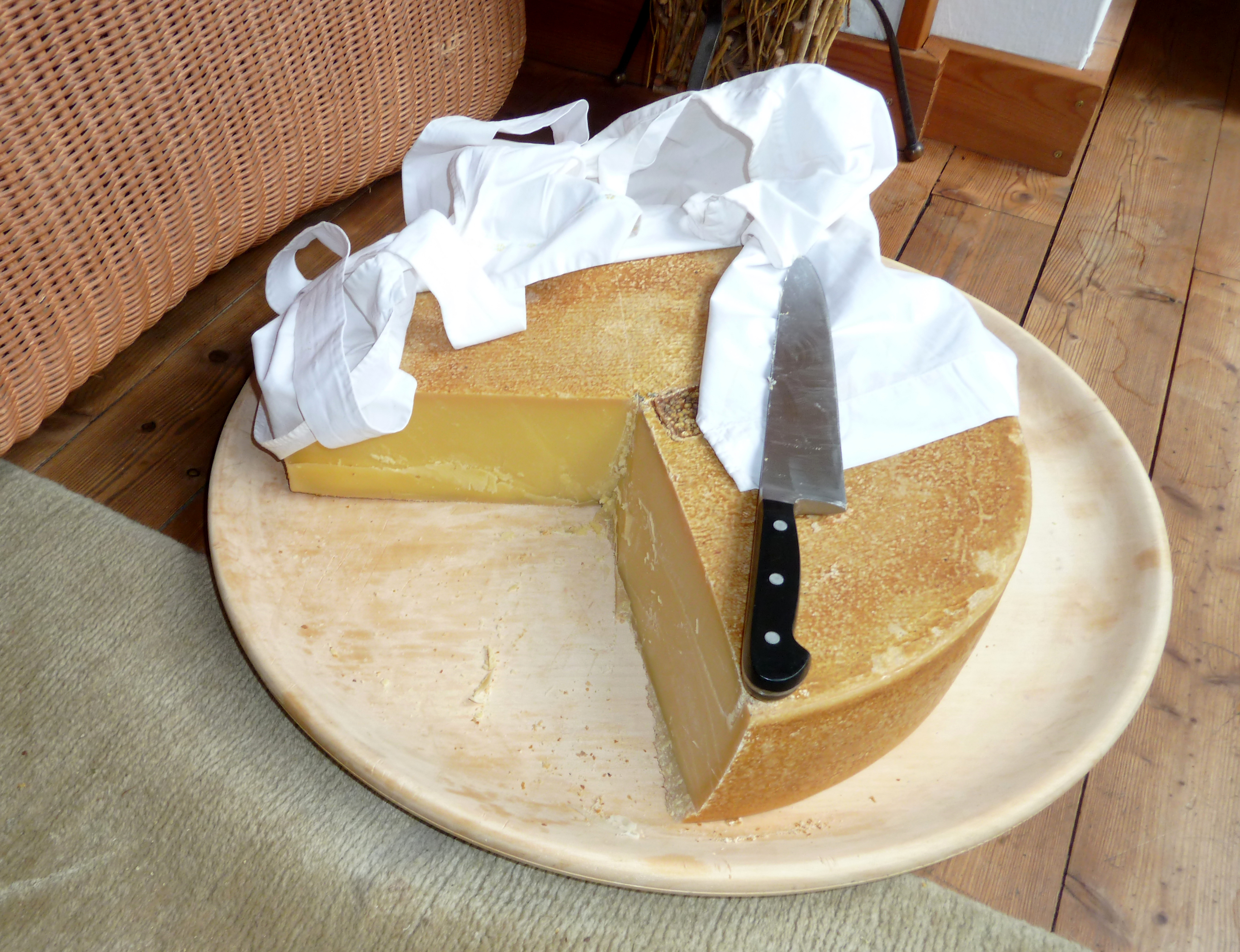
Bergkäselaib nach dem Anschnitt auf der Kalchkendlalm in der Marktgemeinde Rauris, Land Salzburg

Zur Geschichte siehe Abschnitt Tiroler Almkäse, Tiroler Alpkäse

#### Tennengauer Almkäse
Die Bezeichnung Tennengauer Almkäse wird in Absprache mit Genuss Region Österreich für Hartkäse und halbharte Käse verwendet. Tennengauer Almkäse wird aus Milch von Kühen der Rassen Pinzgauer und Fleckvieh im Tennengau produziert. Drei alpine Sennereien verarbeiten dazu die Rohmilch von 95 Milchbauern. Zudem stellen zahlreiche kleine regionale Almhütten den Käse her. Die Vermarktung erfolgt über Direktverkauf und den Einzelhandel. Der Tennengauer Almkäse ist Bestandteil zahlreicher traditioneller Gerichte der regionalen Küche.
Die Käseherstellung im Tennengau lässt sich bis um das Jahr 400 v. Chr. zurückverfolgen. Käse in der heute bekannten Form wird im Tennengau seit ungefähr 1890 hergestellt.

#### Tiroler Almkäse, Tiroler Alpkäse
Der Tiroler Almkäse/Alpkäse (g.U.) hat ein Gewicht von 30 bis 60 Kilogramm, weist eine eher spärliche und etwa erbsen- bis kirschgroße Lochung auf und schmeckt aromatisch pikant. Fallweise ist die Rinde mit einer dünnen, angetrockneten Schmiere überzogen. Gereift wird der auf Nord- und Osttiroler Almen hergestellte Käse während 4½ bis 6 Monaten. Im Tiroler Oberland wird er traditionell als Alpkäse bezeichnet, während er im Rest des Bundeslands Tirol Almkäse heißt.
Die erste schriftliche Erwähnung eines gut haltbaren Käses aus dem Tirol stammt aus dem Jahr 1544. In der zweiten Hälfte des 19. Jahrhunderts sind im Tirol zahlreiche Alpsennereien nachgewiesen, die überwiegend Labkäserei betrieben.

#### Vorarlberger Alpkäse
Der Vorarlberger Alpkäse (g.U.) hat je nach angestrebter Laibgröße ein Gewicht von maximal 40 Kilogramm und eine spärliche, etwa erbsengroße runde Lochung. Er schmeckt mild und mit zunehmendem Alter pikant und ist mindestens drei Monate gereift. Er wird auf Vorsäßen und Alpen im Bundesland Vorarlberg produziert. Als traditionelle Spezialitäten gelten Käsespätzle und Walser Käseknödel.
Die Erzeugung fetthaltiger Labkäse in Vorarlberg ist bereits während des Dreißigjährigen Kriegs belegt. Bereits im 18. Jahrhundert wurde ein Großteil der Alpenmilch zu Alpkäse verarbeitet. Seit dieser Zeit wird die Bezeichnung Vorarlberger Alpkäse verwendet. In Vorarlberg werden rund 500 km² Land alpwirtschaftlich genutzt.

### Südtirol

#### Sextner Almkäse
Der Sextner Almkäse ein sieben bis acht Kilogramm schwerer Schnittkäse mit vereinzelten kleinen runden Löchern und einem mild-aromatischen Geschmack, der von der Käsereigenossenschaft Sexten hergestellt wird. Bei der mindestens acht Wochen dauernden Reifung entsteht eine dünne Pilzschicht auf der graubraunen Rinde, die vor dem Verkauf abgewaschen wird.
Die Käsereigenossenschaft Sexten wurde 1926 von 47 Bauern mit dem Ziel gegründet, in Berglandwirtschaftsbetrieben produzierte Milch gemeinsam zu verarbeiten und vermarkten. Heute zählt die Käsereigenossenschaft etwa 60 Mitglieder, die mit rund 660 Milchkühen jährlich etwa 3,8 Millionen Kilogramm Milch produzieren. Die Käserei ein wichtiger wirtschaftlicher Faktor in Sexten.

## Deutschland
Allgäuer Alpkäse ist im Gegensatz zu Allgäuer Bergkäse und Allgäuer Sennalpkäse keine geschützte Ursprungsbezeichnung. Der Allgäuer Alpkäse ist ein würziger Rohmilchkäse mit leicht nussigen Geschmack, der in kleinen Dorfsennereien nach überlieferten Rezepten hergestellt wird.
Der Bergader Almkäse würzig ist ein Weichkäse der Bergader Privatkäserei in Oberbayern und wird ab dem Sommer 2019 unter dem neuen Namen Bergader Almzeit cremig-würzig verkauft. Seine rotgeschmierte Rinde ist zum Verzehr geeignet.

## Liechtenstein
Auf der Alp Pradamee in Malbun wird halbharter Malbuner Alpkäse hergestellt.